# Grabek (Grande-Pologne)
Pour les articles homonymes, voir Grabek.
Grabek est une localité polonaise de la gmina de Mycielin, située dans le powiat de Kalisz en voïvodie de Grande-Pologne.